# Ilir Nallbani
Ilir Nallbani (Peja, 1982. június 11. –) koszovói válogatott labdarúgó.

## Mérkőzései a koszovói válogatottban
| #  | Dátum             | Ellenfél     | Eredmény | Kiírás                            | Esemény |
| -- | ----------------- | ------------ | -------- | --------------------------------- | ------- |
| 1. | 2005. november 2. | Észak-Ciprus | 0 – 1    | nem-hivatalos barátságos mérkőzés |         |
| 2. | 2007. június 15.  | Szaúd-Arábia | 1 – 0    | nem-hivatalos barátságos mérkőzés |         |
| 3. | 2010. február 17. | Albánia      | 2 – 3    | nem-hivatalos barátságos mérkőzés |         |

## Sikerei, díjai
KS Vllaznia Shkodër:
- Albán labdarúgókupa: 2008